# Otranto Township (comté de Mitchell, Iowa)
Otranto Township est un township du comté de Marshall en Iowa, aux États-Unis,.
Il est fondé en 1857.

## Source de la traduction
- (en) Cet article est partiellement ou en totalité issu de l’article de Wikipédia en anglais intitulé « Otranto Township, Mitchell County, Iowa » (voir la liste des auteurs).